# 劉賡
劉賡（1248年—1328年），字熙載，號惟齋，威州洺水縣（今河北省邢台市威縣）人，元朝政治人物。元朝左三部尚書劉肅之孫。
劉賡幼有文名，師事翰林学士王磐。元世祖至元十三年（1276年），被推荐授为国史院编修官。历任应奉翰林文字、监察御史、礼部尚书、集贤大学士，官至翰林承旨，加光禄大夫。劉賡主掌文翰时间很久，当时朝廷的大文书多出其手，以年高德宿，为朝廷所推重。天曆元年（1328年），在官任上去世。

## 延伸阅读
[在维基数据编辑]
 《元史/卷174》，出自宋濂《元史》